# 로렌 애슐리 카터

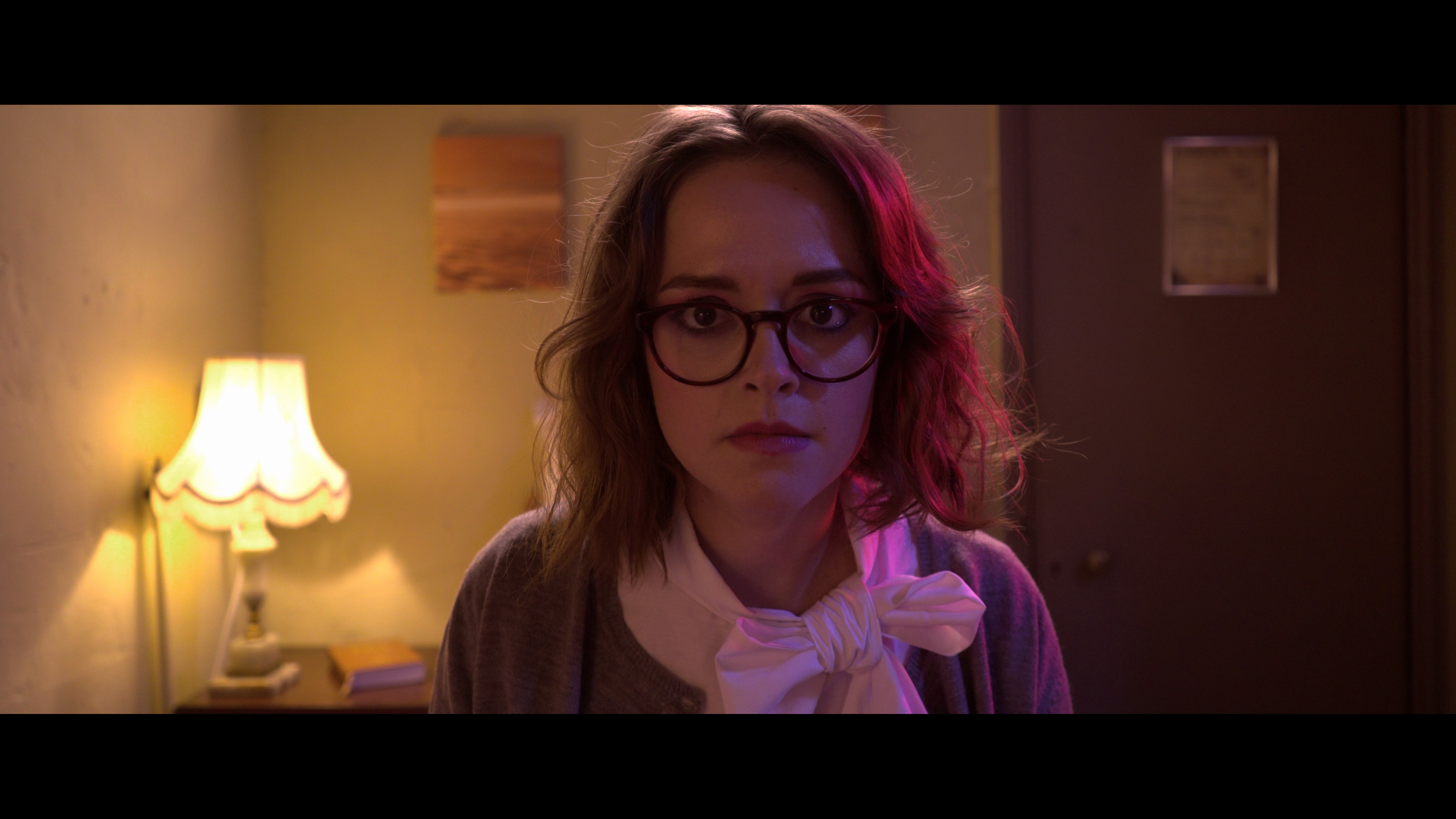
단편 공포영화 Once Bitten...(2018년)의 한 장면

로런 애슐리 카터(Lauren Ashley Carter, 1950년 ~ )는 미국의 배우, 영화 제작자이다.

## 출연 작품

### 영화
- 더 워먼 (2011) - 페기 클리크 역
- The Prodigies (2011) - 리자 에버턴 역 (영어 더빙)
- 프리미엄 러쉬 (2012) - 피비 역
- Jack's Not Sick Anymore (2013) - 나오미 역 (단편)
- 도자기 인형 (2013) - 에이다 역
- 달링: 저주의 시작 (2015)
- 더 마인즈 아이 (2015) - 레이철 역
- 포드 (2015) - 라일라 역
- Imitation Girl (2017)
- 블랙 사이트 (2018)
- 달링 (2019)